# Satha II
Satha II (1702-1749) là vua Chân Lạp các giai đoạn 1722-1736, 1749. Tên húy là Ang Chee hoặc Ang Chey (Nặc Ông Tha, chữ Hán: 匿 翁 他). Hiệu là "Paramaraja X".

## Tiểu sử
Satha II là con trai của vua Ang Em (Nặc Ông Yêm, chữ Hán: 匿翁淹).
Năm 1729, một lãng nhân tên Prea Sot (ở tỉnh Baphum hoặc Banam nước Chân Lạp) xách động người dân Chân Lạp nổi dậy tàn sát tất cả người Việt ở trong vùng Banam mà họ gặp, rồi còn tiến sang quấy nhiễu ở Sài Gòn.
Để đối phó với quân Chân Lạp do Prea Sot chỉ huy, tướng Trương Phước Vĩnh sai cai cơ Đạt Thành ra chống ngăn, nhưng ông này bị giết tại trận.
Tướng Vĩnh bèn điều động Giám quân cai đội Nguyễn Cửu Triêm đi đánh, đối phương bị thua rút về Vũng Gù (Mỹ Tho). Lại điều thêm Thống binh Trần Đại Định (con Trần Thượng Xuyên) mới dẹp tan hết.
Sau khi dẹp xong xét thấy cần phải có một cơ quan thống suất để kịp thời giải quyết việc binh ở vùng đất mới, năm Nhâm Tý (1732), chúa Ninh Nguyễn Phúc Chú sai đặt sở Điều khiển (調遣) ở Sài Gòn, cử hai tướng có công đánh đuổi quân Prea Sot là Trương Phước Vĩnh giữ chức Điều khiển sự sở Gia Định, Nguyễn Cửu Triêm làm Thống trấn dinh Trấn Biên (Biên Hòa).
Vua Chân Lạp là Satha II (Nặc Tha) sợ vạ lây, liền gửi thư cho tướng Vĩnh để thanh minh rằng mọi việc trên đều do Prea Sot gây ra, và xin đem hai vùng đất là Peam Mesar (Mỹ Tho) và Longhôr (Vĩnh Long) dâng chúa Ninh để cầu hòa (1732).
Bấy giờ, thấy đất Gia Định (tức toàn miền Nam) rộng rãi quá, để tiện việc coi giữ, chúa Ninh cho lập châu Định Viễn, dựng dinh Long Hồ, bổ nhiệm quan lại rồi đưa thêm dân Việt đến khai hoang lập nghiệp.
Mùa xuân năm thứ 8 (1732) triều đình sai quan Khổn Súy (閫帥). Gia Định phân chia đất ấy để lập ra châu Định Viễn và dinh Long Hồ (lỵ sở nay là thôn An Bình Đông thuộc huyện Kiến Đăng, trấn Định Tường, tục gọi là dinh Cái Bè).
Mùa đông năm thứ 16, Quý Dậu (1735), triều đình sai Cai đội Thiện Chánh hầu làm Thống suất, Ký lục Nghi Biểu hầu Nguyễn Cư Trinh làm Tham mưu điều khiển tướng sĩ 5 dinh: Bình Khang (Năm thứ 4 Canh Ngọ đổi Thái Khang làm dinh Bình Khang), Bình Thuận, Trấn Biên, Phiên Trấn và Long Hồ (Chức Điều khiển được thiết lập từ đây) đi kinh lược đất Cao Miên, quan quân đồn trú ở xứ Bến Nghé, lập nên dinh trại, gọi tên là Đồn Dinh (nay là chợ Điều Khiển), rồi lo luyện tập quân sĩ, điều độ lương thảo, tính kế mở mang.
Năm 1747 Nặc ông Thâm (Ang Tham - Thommo Reachea III) lại ở bên Tiêm-la về, cử binh đánh đuổi Nặc ông Tha đi, rồi chiếm lấy ngôi làm vua. Nặc ông Tha phải bỏ chạy sang Gia định.
Được ít lâu Nặc ông Thâm mất, con là Ang Hing (Nặc Ông Hiên, 匿翁軒) và Ang Em (Nặc Ông Yếm, 匿翁厭) tranh nhau. Ang Em trở thành vua ở tuổi 42 sau khi vua cha là Nặc ông Thâm qua đời. Ngay trong năm lên ngôi, ông bị ám sát bởi người em trai, hoàng tử Ang Hing (Ông Hiên), người muốn cướp ngai vàng. Bá quan trong triều và các vị chức sắc tôn giáo đã ghê tởm trước hành động giết vua anh này, và đã lựa chọn hoàng tử Ang Tong (Nặc Đôn, 匿敦) làm vua (Ang Tong là con trai của Outey I - Ang Yong).
Chúa Nguyễn bèn sai quan Điều-khiển là Nguyễn hữu Doãn đem quân sang đánh bọn Nặc Đôn và đem Nặc ông Tha về nước.
Nặc ông Tha về được mấy tháng lại bị người con thứ hai của Nặc ông Thâm là Ang Snguon (Nặc Ông Nguyên. 匿翁原) đem quân Tiêm-la sang đánh đuổi đi. Nặc ông Tha chạy sang chết ở Gia định.

## Hậu duệ
Ang Non II (1739-1779), làm vua năm 1775.